# Lluís Mercader
Lluís Mercader Escolano (Sagunt, 1444 - Bunyol, 9 de juliol de 1516) va ser un religiós cartoixà valencià, bisbe de Tortosa i inquisidor general als regnes d'Aragó i de Navarra.

## Biografia
Lluís Mercader naix a Sagunt l'any 1444, parent dels barons de Bunyol. Estudia en les universitats de València, humanitats, i Salamanca, matemàtiques, arts i teologia i, posteriorment, es doctora en aquesta darrera universitat en ambdós drets.
En 1468 entra en la cartoixa de Valldecrist, on ocupa als pocs anys el càrrec de mestre de novicis i, en 1476, és nomenat procurador. En 1488 és elegit prior de la cartoixa de Porta Coeli i, a l'any següent, ocupa el mateix càrrec a Valldecrist. Posteriorment és nomenat visitador de la província de Catalunya en el Capítol General de 1490 i visitador d'Alemanya en 1494.
Ferran el Catòlic l'envia com ambaixador a diversos estats: al regne d'Hongria, regnant Vladislau II, per resoldre la destinació de la dot de Beatriu d'Aragó., a l'Àustria de Maximilià I i, en 1499, als Estats Pontificis, on viu dos anys i manté una bona relació amb Alexandre VI.
Tornat a la Península en 1501, el rei Ferran li assigna la reforma dels ordes mendicants de la Corona d'Aragó, especialment en el Regne de València. En 1504 és nomenat conseller i confessor del rei i, amb ell, es trasllada a Nàpols, on viu fins a 1507. Els anys següents els viu amb protestes de la seva orde per desatenció de les seves obligacions, provocada pels diversos serveis al rei.
Lluís Mercader, amb una llarga trajectòria de serveis a la Corona, és presentat pel rei i nomenat inquisidor general de la Corona d'Aragó i del regne de Navarra per Lleó X el 15 de juliol de 1513. També, presentat pel rei, és nomenat bisbe de Tortosa per Lleó X el 20 de maig de 1513, pren possessió el 13 de gener de 1514 i, durant el seu mandat, se sap que realitza una visita ad limina, mitjançant procurador, el 9 de febrer del mateix any, dinamitza la construcció de la catedral amb l'aportació de 400 escuts anuals i encarrega al morisc convers Joan Andreu la redacció del tractat anomenat Confusión de la secta mahomática y del Alcorán (1515).
Mor el 9 de juliol de 1516, a Bunyol estant, i les seves despulles es dipositaren en la capella de santa Magdalena de la cartoixa de Valldecrist.